# Podluhy
Podluhy (en allemand : Podluch) est une commune du district de Beroun, dans la région de Bohême-Centrale, en République tchèque. Sa population s'élevait à 669 habitants en 2020.

## Géographie
Podluhy se trouve à 3 km au sud-sud-est de Hořovice, à 21 km au sud-ouest de Beroun et à 48 km au sud-ouest de Prague.
La commune est limitée par Hořovice au nord, par Rpety à l'est, par la zone mimitaire de Brdy au sud, et par Hvozdec à l'ouest.

## Histoire
La première mention écrite de la localité date de 1331.